# Lodewijk Lucien Bonaparte
Lodewijk Lucien Bonaparte (landgoed Thorngrove (Grimley, Worcestershire), 4 januari 1813 — Fano (Italië), 3 november 1891) was een taalkundige en politicus. Hij was de vijfde zoon van Lucien Bonaparte en dus een neef van Napoleon I. Hij werd op 22 maart 1815 prince français met het predicaat Keizerlijke Hoogheid. Op 21 februari 1853 werd hij erkend als prins Bonaparte met het predicaat Hoogheid.
Hij groeide op in Italië en ging pas in 1848 naar Frankrijk. Hij was aldaar voor twee korte perioden lid van de Wetgevende Vergadering als afgevaardigde Wetgevende Vergadering Corsica (1848) en de Seine (1849). Na de val van zijn neef Napoleon III in 1870 keerde hij terug naar Engeland.
Lodewijk was een uitstekend taalkundige en hield zich met name bezig met het in kaart brengen en classificeren van de Engelse en Baskische dialecten. Zijn classificatie van deze laatste wordt nog steeds gebruikt. Met de Nederlander Willem Jan van Eys (1825-1914) gold hij als een van de bekendere baskologen van zijn tijd, al heerst onder baskologen de mening dat Bonaparte 'n'était au fond qu'un amateur' (Luis Michelena in 1973). Samen met de fonoloog Alexander J. Ellis bracht hij de Engelse dialecten in kaart. Ook de Italiaanse en Albanese dialecten konden zich in Lodewijks interesse verheugen.
Hij stierf op 3 november 1891 in het Italiaanse Fano. Lodewijk huwde driemaal en liet bij zijn tweede echtgenote Clémence Richard één zoon na, Lodewijk Clovis Bonaparte. 

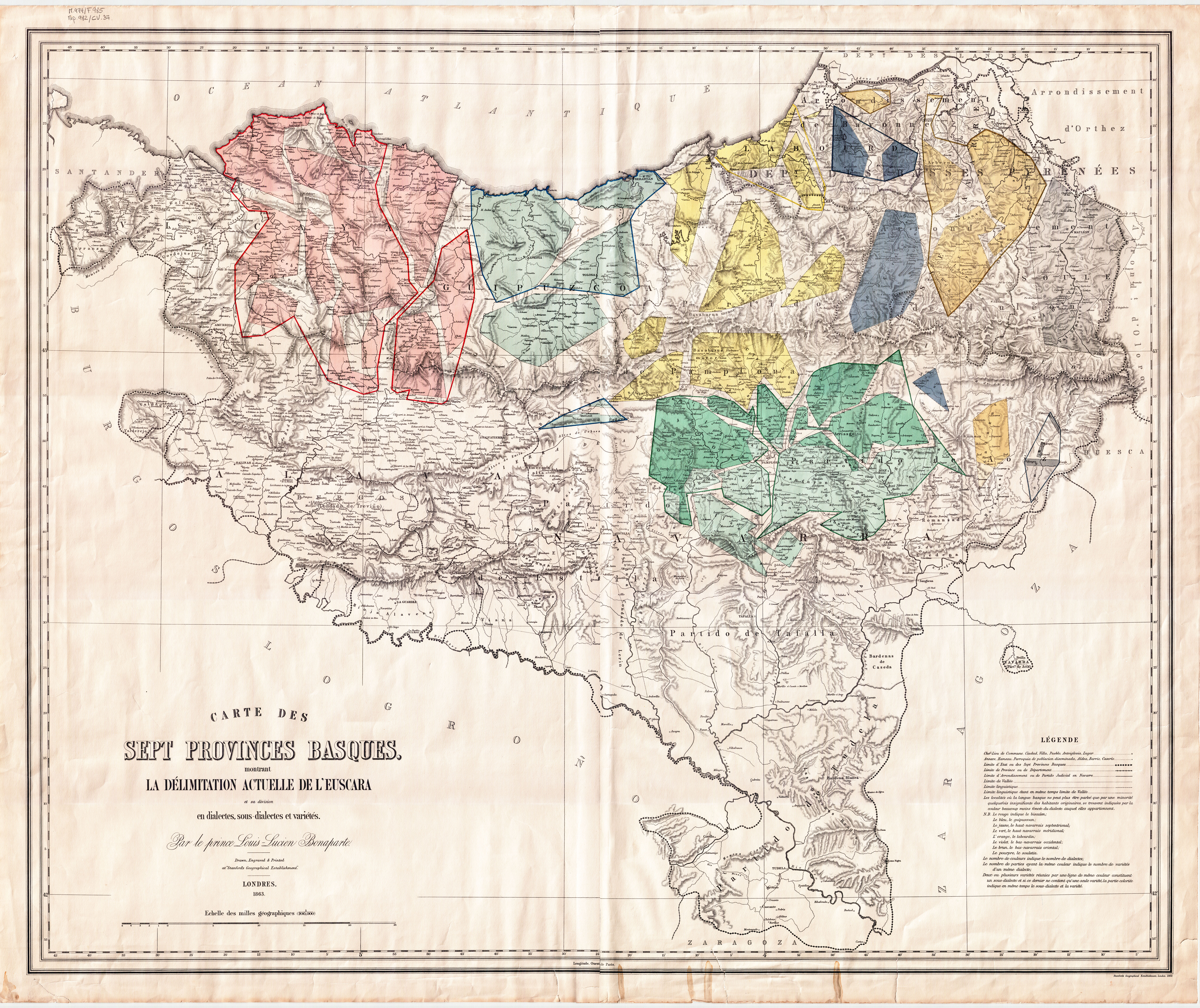
Carte des sept Provinces Basques
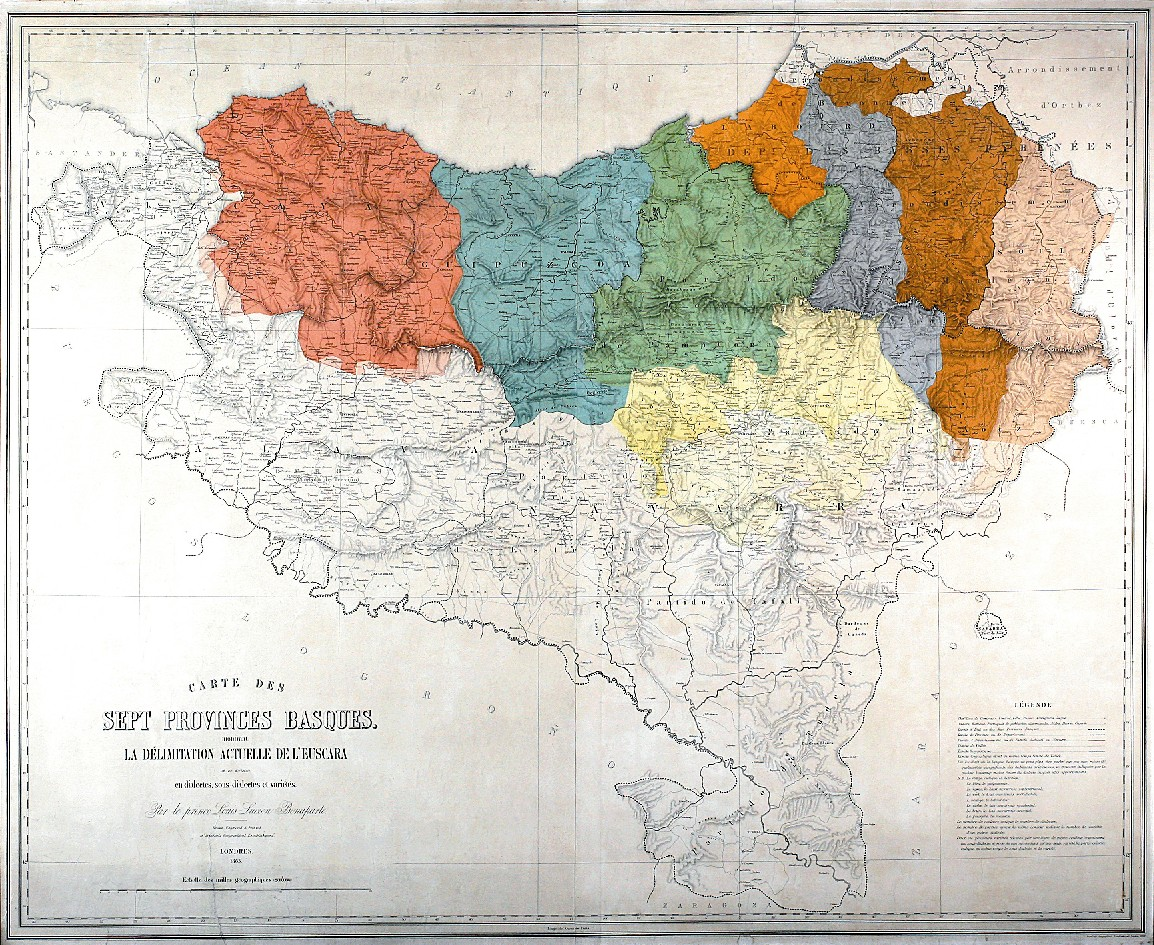
Carte des sept Provinces Basques

- Biblioteca Nacional de España: XX1642330
- Bibliothèque nationale de France: cb12449323m (data)
- Catàleg d'autoritats de noms i títols de Catalunya: 981058530088806706
- Gemeinsame Normdatei: 120530198
- International Standard Name Identifier: 0000 0000 8076 7156
- Library of Congress Control Number: n84120393
- Base Léonore: LH//277/58
- Nationale bibliotheek van Australië: 35020086
- Nederlandse Thesaurus van Auteursnamen: 203250443
- Réseau des bibliothèques de Suisse occidentale: 02-A003022162
- Istituto Centrale per il Catalogo Unico: SBLV316868
- LIBRIS: 300292
- SNAC: w6r79hpn
- Système universitaire de documentation: 067066917
- Trove: 794354
- Virtual International Authority File: 27161096
- WorldCat: E39PBJkxFkvxFXKC49D3XYdvpP